# Kleinmachnow
Kleinmachnow is een gemeente in de Duitse deelstaat Brandenburg, en maakt deel uit van de Landkreis Potsdam-Mittelmark.
Kleinmachnow telt 20.406 inwoners.
De plaats ligt ten oosten van Potsdam, direct ten zuidwesten van Berlin-Zehlendorf en Berlin-Wannsee, en ten noorden van Stahnsdorf.
Er bestaat ook een dorp Groß Machnow. Dit ligt meer dan 25 kilometer ten oosten van Kleinmachnow,  in de gemeente Rangsdorf.

## Geschiedenis

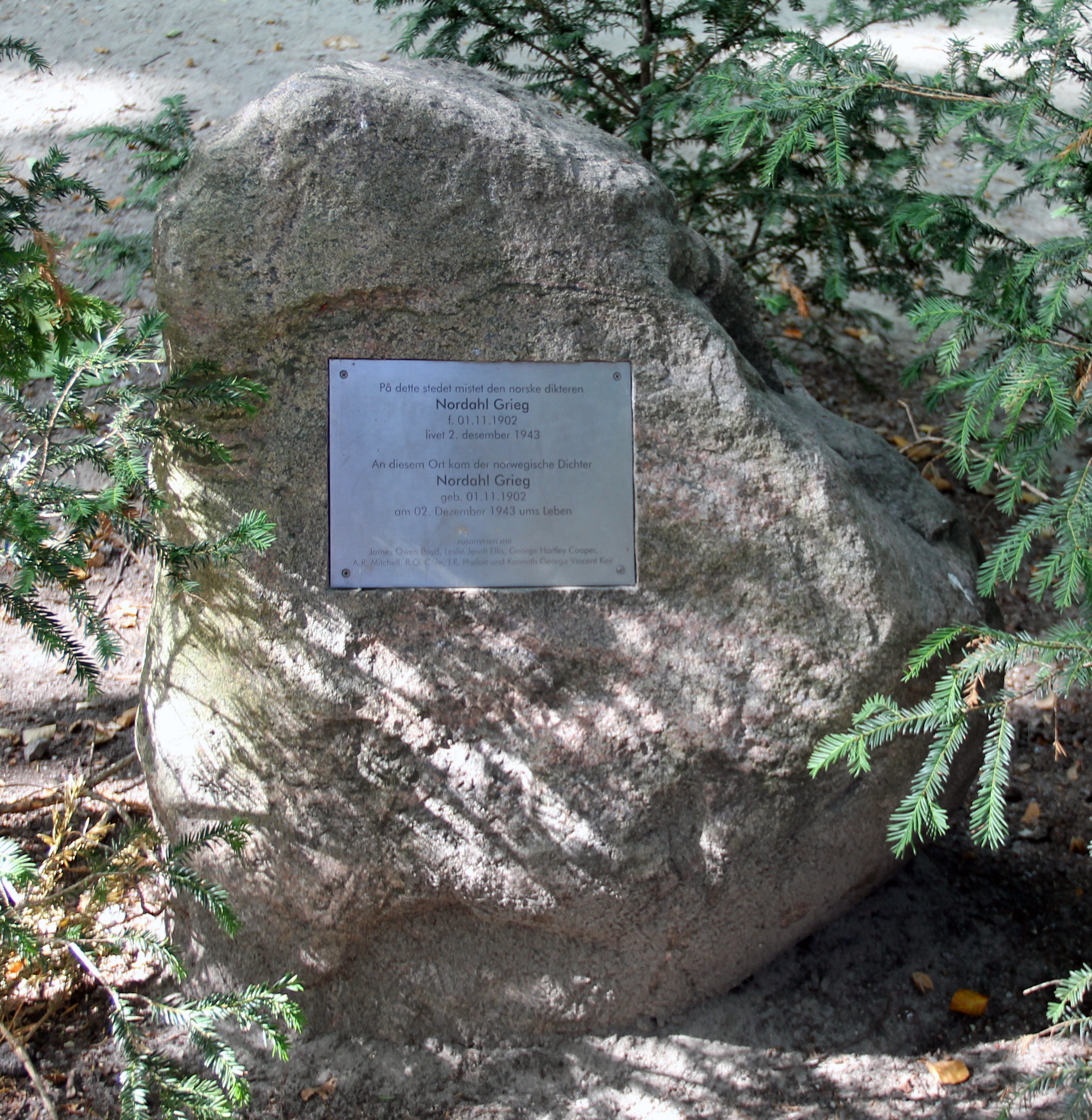
Gedenksteen Nordahl Grieg

Een bekende Noorse, politiek linkse schrijver, Nordahl Grieg (geboren in 1902), vloog op 2 december 1943 als oorlogscorrespondent in een Avro Lancaster met de Britse strijdkrachten mee. Het toestel werd bij Klein Machnow door Duits luchtafweergeschut neergeschoten, en Grieg kwam om het leven. Ter plaatse is in november 2003 een gedenksteen onthuld; bij deze plechtigheid zong een Noorse zangeres een lied op het zeer bekende gedicht van Nordahl Griegs hand, Til ungdommen.
Bad Belzig ·
Beelitz ·
Beetzsee ·
Beetzseeheide ·
Bensdorf ·
Borkheide ·
Borkwalde ·
Brück ·
Buckautal ·
Golzow ·
Görzke ·
Gräben ·
Groß Kreutz (Havel) ·
Havelsee ·
Kleinmachnow ·
Kloster Lehnin ·
Linthe ·
Michendorf ·
Mühlenfließ ·
Niemegk ·
Nuthetal ·
Päwesin ·
Planebruch ·
Planetal ·
Rabenstein/Fläming ·
Rosenau ·
Roskow ·
Schwielowsee ·
Seddiner See ·
Stahnsdorf ·
Teltow ·
Treuenbrietzen ·
Wenzlow ·
Werder (Havel) ·
Wiesenburg/Mark ·
Wollin ·
Wusterwitz ·
Ziesar